# Albert Kempster
Albert Joseph Kempster (* 23. August 1874 in Leighton Buzzard, Bedfordshire; † 2. Januar 1952 in Saint Martin, Jersey) war ein britischer Sportschütze.

## Erfolge
Kempster nahm an den Olympischen Spielen 1908 in London und 1912 in Stockholm teil. 1908 beendete er die Konkurrenzen auf den Laufenden Hirsch im Einzel- und im Doppelschuss jeweils auf dem fünften Platz. Mit der Freien Pistole über 50 m belegte er 1912 im Einzel den 24. Platz, während er mit Hugh Durant, Horatio Poulter und Charles Stewart in der Mannschaftskonkurrenz hinter der US-amerikanischen und der schwedischen Mannschaft die Bronzemedaille gewann. Auch mit dem Armeerevolver über 30 m belegte er mit Durant, Poulter und Stewart den dritten Rang im Mannschaftswettbewerb, dieses Mal hinter Schweden und Russland. Mit 285 Punkten war er über 30 m der zweitbeste und über 50 m mit 452 Punkten der drittbeste Schütze der Mannschaft.